# 久須美秀三郎

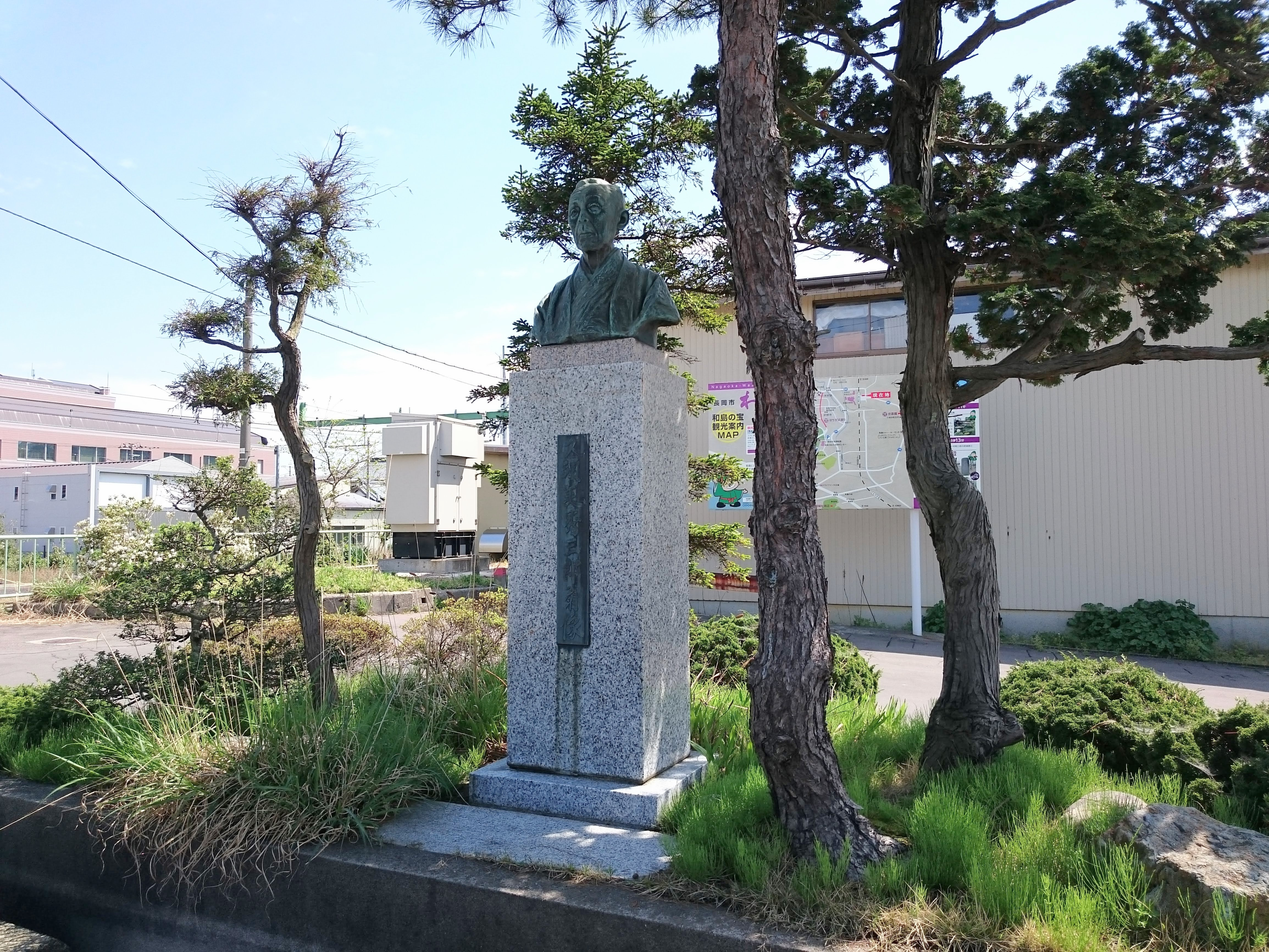
小島谷駅前の胸像

久須美 秀三郎（くすみ ひでさぶろう、1850年4月26日（嘉永3年3月15日）- 1928年（昭和3年）1月18日）は、明治から昭和初期の実業家、政治家。衆議院議員。号・雲堂。

## 人物
越後国三島郡小島谷村（新潟県三島郡小島谷村、島田村、和島村を経て現：長岡市）で、素封家の旗本知行所代官・久須美毅堂（左衛門）の長男として生まれる。
長岡藩需士、大瀬虎治・田中春回に漢籍を、1870年（明治3年）に上京して島田重礼に学んだ。
1875年（明治8年）柏崎県第二大区副大区長に就任。1876年、久須美家当主、叔父・三郎が死去したため家督を相続。1884年（明治17年）吉田村他14ヵ村戸長となる。三島郡参事会員、新潟県会議員、同副議長も務めた。1902年（明治35年）8月、第7回衆議院議員総選挙で新潟県郡部から出馬して当選。第8回総選挙でも当選し、衆議院議員を二期務めた。
地域産業の振興に尽力し、1888年（明治21年）山口権三郎、内藤久寛らが設立した殖産協会に参加。日本石油取締役、長岡銀行取締役、北越鉄道監査役、与板銀行監査役、寺泊銀行監査役、越佐新聞の発行所長、岡日進社評議員会長などを務めた。
柏崎 - 新潟間の鉄道敷設を私財を投じて計画し、1911年（明治44年）3月に越後鉄道（現：越後線）を設立して初代社長に就任し、死去するまで在任した。
現在の越後線を設置した功績から、小島谷駅には「駅舎と歩んだ集落」と題した銘板とともに久須美の胸像が設置されている。

### 現在
久須美の死後、小島谷の地元住民による有志らが「越後鉄道の歴史を考え住雲園を守る会」を設立し、定期的に駅前の胸像周辺を清掃する活動や功績を語り継ぐ活動を行っている。

## 著名な親族
- 長男・久須美東馬 ‐ 衆議院議員[8]
- 次男・本間賢介（1887年生） ‐ 農学博士。叔父の弥平治の家督を相続。岳父に渡辺嘉一。[9]
- 2親等・大竹貫一  ‐ 衆議院議員